# Europawahl in Österreich 2014
- SPÖ: 5
- GRÜNE: 3
- NEOS: 1
- ÖVP: 5
- FPÖ: 4

Sitzverteilung nach Fraktionen
Die Europawahl in Österreich 2014 fand im Rahmen der EU-weiten Europawahl 2014 am 25. Mai 2014 statt. In Österreich wurden 18 der 751 Sitze des Europäischen Parlaments vergeben.

## Ausgangssituation
Bei der Europawahl 2009 mussten die beiden Regierungsparteien SPÖ und ÖVP Verluste hinnehmen. Die ÖVP wurde stärkste Partei. Ursprünglich entfielen auf Österreich 17 Sitze, nach der Erweiterung des Parlaments nach dem Inkrafttreten des Vertrag von Lissabon 2011 erhielt Österreich zwei weitere Sitze. Durch den Beitritt Kroatiens reduzierte sich die Zahl auf 18 Sitze ab der 8. Wahlperiode (2014–2019).
Bei der Nationalratswahl 2013 wurde die große Koalition trotz Stimmenverlusten bestätigt. Gleichzeitig kamen zwei neue Parteien ins Parlament, das Team Stronach und NEOS, während das Bündnis Zukunft Österreich den Wiedereinzug in den Nationalrat verpasste.
| Partei   | Europa- Partei | Europawahl 2009 | Europawahl 2009 | Europawahl 2009 | Nationalratswahl 2013 | Nationalratswahl 2013 |
| Partei   | Europa- Partei | Anteil          | Mandate 2009    | Mandate 2011    | Anteil                | Mandate               |
| -------- | -------------- | --------------- | --------------- | --------------- | --------------------- | --------------------- |
| ÖVP      | EVP            | 30,0 %          | 6               | 6               | 24,0 %                | 47                    |
| SPÖ      | SPE            | 23,7 %          | 4               | 5               | 26,8 %                | 52                    |
| MARTIN   | −              | 17,7 %          | 3               | 3 m             | n.a.                  | n.a.                  |
| FPÖ      | EAF f          | 12,7 %          | 2               | 2               | 20,5 %                | 40                    |
| GRÜNE    | EGP            | 9,9 %           | 2               | 2               | 12,4 %                | 24                    |
| BZÖ      | −              | 4,6 %           | —               | 1 b             | 3,5 %                 | —                     |
| NEOS     | −              | (0,7 %) n       | —               | —               | 5,0 %                 | 9                     |
| FRANK    | −              | n.a.            | n.a.            | n.a.            | 5,7 %                 | 11                    |
| KPÖ      | EL             | 0,7 %           | —               | —               | 1,0 %                 | —                     |
| Sonstige | Sonstige       | n.a.            | n.a.            | n.a.            | 1,0 %                 | —                     |
| Gesamt   | Gesamt         |                 | 17              | 19              |                       | 183                   |

| Fraktion    | EVP | S&D | Grüne/EFA | fraktionslos                                                            | fraktionslos                           | fraktionslos |
| Partei      | ÖVP | SPÖ | Grüne | FPÖ                                                                     | MARTIN                                 | parteilos |
| ----------- | --- | --- | --- | ----------------------------------------------------------------------- | -------------------------------------- | --- |
| Abgeordnete | - Othmar Karas (ab 14. Juli 2009) - Elisabeth Köstinger (ab 14. Juli 2009) - Paul Rübig (ab 14. Juli 2009) - Richard Seeber (ab 14. Juli 2009) - Hubert Pirker (ab 31. März 2011) - Heinz Becker (ab 1. April 2011) | - Hannes Swoboda (ab 14. Juli 2009) - Karin Kadenbach (ab 14. Juli 2009) - Jörg Leichtfried (ab 14. Juli 2009) - Evelyn Regner (ab 14. Juli 2009) - Josef Weidenholzer (ab 1. Dezember 2011) | - Ulrike Lunacek (ab 14. Juli 2009) - Eva Lichtenberger (ab 14. Juli 2009, trat zur Wahl 2014 nicht mehr an). | - Andreas Mölzer (ab 14. Juli 2009) - Franz Obermayr (ab 14. Juli 2009) | - Hans-Peter Martin (ab 14. Juli 2009) | - Martin Ehrenhauser (ab 14. Juli 2009, gewählt über Liste Martin) - Ewald Stadler (ab 7. Dezember 2011, gewählt über BZÖ) - Angelika Werthmann (ab 14. Juli 2009, gewählt über Liste Martin) |

### Wahlrecht
Bei der Europawahl in Österreich sind alle Personen wahlberechtigt, die über die österreichische Staatsbürgerschaft und einen Wohnsitz in Österreich verfügen, österreichische Staatsbürger ohne Wohnsitz in Österreich sowie nicht österreichische Unionsbürger mit Hauptwohnsitz in Österreich. Zudem müssen Wahlberechtigte spätestens am Wahltag das 16. Lebensjahr vollenden und am Stichtag in die Wählerevidenz/Europa-Wählerevidenz einer österreichischen Gemeinde eingetragen sein. Das passive Wahlrecht haben bei der Europawahl all jene Personen, die selbst wahlberechtigt sind und am Wahltag das 18. Lebensjahr vollendet haben.
Es besteht eine explizite Sperrklausel von vier Prozent. Durch die verwendete Sitzzuteilung nach dem D’Hondt-Verfahren ist aber erst ab einem Stimmenanteil von 5,27 % ein Mandatsgewinn sicher.

## Kandidaturen
Um zur Wahl anzutreten, mussten wahlwerbende Gruppen die Unterstützungsunterschrift eines Mitglieds des Europaparlaments, dreier Mitglieder des Nationalrates oder von 2600 Wahlberechtigten vorlegen.
Kandidaturen waren bis 10. April einzureichen. Über die endgültige Zulassung und Reihung entschied die Bundeswahlbehörde am 23. April. Folgende Listen wurden zugelassen:
| Liste  | Liste                                                       | Europäische Partei                                      | Spitzenkandidat                      |
| ------ | ----------------------------------------------------------- | ------------------------------------------------------- | ------------------------------------ |
| ÖVP    | Österreichische Volkspartei – Liste Othmar Karas            | Europäische Volkspartei                                 | Othmar Karas                         |
| SPÖ    | Sozialdemokratische Partei Österreichs                      | Sozialdemokratische Partei Europas                      | Eugen Freund                         |
| FPÖ    | Freiheitliche Partei Österreichs (FPÖ) – Die Freiheitlichen | Europäische Allianz für Freiheit                        | Harald Vilimsky                      |
| GRÜNE  | Die Grünen – Die Grüne Alternative                          | Europäische Grüne Partei                                | Ulrike Lunacek                       |
| BZÖ    | BZÖ – Liste Mag. Werthmann                                  | –                                                       | Angelika Werthmann                   |
| NEOS   | NEOS – Das Neue Österreich und Liberales Forum              | Allianz der Liberalen und Demokraten für Europa         | Angelika Mlinar                      |
| REKOS  | Die Reformkonservativen – Liste Ewald Stadler               | Bewegung für ein Europa der Freiheit und der Demokratie | Ewald Stadler                        |
| ANDERS | Europa Anders – KPÖ, Piratenpartei, Wandel und Unabhängige  | Europäische Linke/Europäische Piratenpartei             | Martin Ehrenhauser                   |
| EUSTOP | EU-Austritt, Direkte Demokratie, Neutralität (EU-Stop)      | –                                                       | Rudolf Pomaroli und Robert Marschall |

1. ↑  
Zunächst war von der FPÖ eine „Doppelspitze“ geplant, bestehend aus Andreas Mölzer auf dem ersten Listenplatz und Vilimsky auf dem zweiten. Mölzer musste seine Kandidatur in Folge mehrerer heftig kritisierter Aussagen am 8. April 2014 zurückziehen.
2. ↑  
Die ursprüngliche Spitzenkandidatin für das BZÖ, Ulrike Haider-Quercia, erklärte am 8. April 2014 die Kandidatur für die EU-Wahl zurückzulegen.
3. ↑  
Nach Fusion mit LIF
4. ↑  
Wahlbündnis aus Bündnis Neutrales Freies Österreich und EU-Austrittspartei
5. ↑  
EUSTOP will der Fraktion Europa der Freiheit und der Demokratie beitreten.

Hans-Peter Martin (Liste Dr. Martin) erklärte im März 2014, nicht noch einmal zur Wahl anzutreten. Das im Nationalrat vertretene Team Stronach (TS) gab am 8. April 2014 bekannt, nicht für die EU-Wahl zu kandidieren.
Die Monarchisten – Schwarz-Gelbe Allianz (SGA) sammelte Unterstützungsunterschriften, konnte aber die geforderte Anzahl nicht beibringen.
Die Partei Bündnis Zukunft Österreich und das Wahlbündnis Europa anders sammelten trotz der Möglichkeit, die Unterschrift eines ihrer Kandidaten zu nutzen, die notwendigen 2600 Unterschriften.

## Umfragen

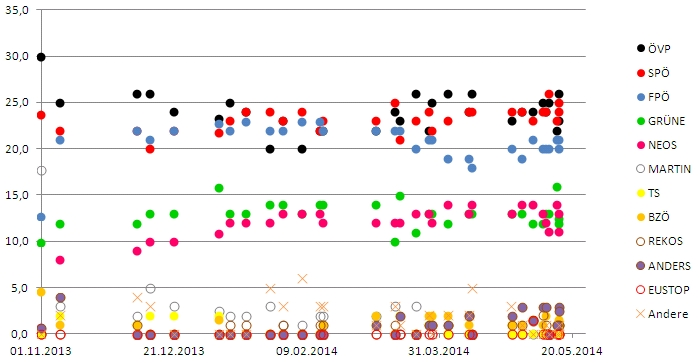
Umfragewerte

| Institut        | Datum            | ÖVP       | SPÖ       | FPÖ       | GRÜNE     | NEOS           | MARTIN | TS    | BZÖ     | REKOS       | ANDERS  | EUSTOP | Sonstige |
| --------------- | ---------------- | --------- | --------- | --------- | --------- | -------------- | ------ | ----- | ------- | ----------- | ------- | ------ | -------- |
| Karmasin        | 8. Nov. 2013     | 25 %      | 22 %      | 21 %      | 12 %      | 8 %            | 3 %    | 2 %   | 1 %     | n.a.        | 4 % a   | n.a.   | 2 %      |
| Karmasin        | 7. Dez. 2013     | 26 %      | 22 %      | 22 %      | 12 %      | 9 %, JuLis 1 % | 2 %    | 1 %   | 1 %     | 1 %         | n.a.    | n.a.   | 4 %      |
| Hajek           | 12. Dez. 2013    | 26 %      | 20 %      | 21 %      | 13 %      | 10 %           | 5 %    | 2 %   | n.a.    | n.a.        | n.a.    | n.a.   | 3 %      |
| Gallup          | 12. Dez. 2013    | 24 %      | 22 %      | 22 %      | 13 %      | 10 %           | 3 %    | 2 %   | n.a.    | n.a.        | n.a.    | n.a.   | n.a.     |
| Oekonsult       | 7. Januar 2014   | 23,2 %    | 21,7 %    | 22,7 %    | 15,8 %    | 10,8 %         | 2,5 %  | 2,0 % | 1,5 %   | n.a.        | n.a.    | n.a.   | n.a.     |
| Gallup          | 11. Januar 2014  | 25 %      | 23 %      | 22 %      | 13 %      | 12 %           | 2 %    | n.a.  | n.a.    | 1           | n.a.    | n.a.   | n.a.     |
| Gallup          | 17. Januar 2014  | 24 %      | 24 %      | 23 %      | 13 %      | 12 %           | 2 %    | n.a.  | n.a.    | 1 %         | n.a.    | n.a.   | n.a.     |
| IFES            | 26. Januar 2014  | 20 %      | 24 %      | 22 %      | 14 %      | 12 %           | 3 %    | n.a.  | n.a.    | n.a.        | n.a.    | n.a.   | 5 %      |
| Gallup          | 31. Januar 2014  | 23 %      | 23 %      | 22 %      | 14 %      | 13 %           | 1 %    | n.a.  | n.a.    | 1 %         | n.a.    | n.a.   | 3 %      |
| meinungsraum.at | 7. Februar 2014  | 20 %      | 24 %      | 23 %      | 13 %      | 13 %           | 1 %    | n.a.  | n.a.    | n.a.        | n.a.    | n.a.   | 6 %      |
| Gallup          | 14. Februar 2014 | 22 %      | 22 %      | 23 %      | 14 %      | 13 %           | 2 %    | n.a.  | n.a.    | 1 %         | n.a.    | n.a.   | 3 %      |
| Karmasin        | 15. Februar 2014 | 22 %      | 23 %      | 22 %      | 14 %      | 12 %           | 2 %    | n.a.  | 1 %     | 1 %         | n.a.    | n.a.   | 3 %      |
| Gallup          | 7. März 2014     | 22 %      | 23 %      | 22 %      | 14 %      | 12 %           | 2 %    | 1 %   | 2 %     | n.a.        | 1 %     | n.a.   | 1 %      |
| Hajek/ATV       | 14. März 2014    | 24 %      | 25 %      | 22 %      | 10 %      | 12 %           | 3 %    | n.a.  | n.a.    | 1 %         | n.a.    | n.a.   | 3 %      |
| Market          | 16. März 2014    | 23 %      | 21 %      | 22 %      | 15 %      | 12 %           | n.a.   | 2 %   | 2 %     | n.a.        | 2 %     | n.a.   | 1 %      |
| Unique research | 22. März 2014    | 26 %      | 23 %      | 20 %      | 11 %      | 13 %           | 3 %    | 0 %   | n.a.    | n.a.        | n.a.    | n.a.   | n.a.     |
| Gallup          | 27. März 2014    | 22 %      | 24 %      | 21 %      | 13 %      | 13 %           | n.a.   | 1 %   | 2 %     | 1 %         | 1 %     | n.a.   | 2 %      |
| Oekonsult       | 28. März 2014    | 25 %      | 22 %      | 21 %      | 13 %      | 12 %           | n.a.   | 2 %   | 2 %     | 1 %         | 1 %     | n.a.   | n.a.     |
| Unique research | 3. April 2014    | 26 %      | 23 %      | 19 %      | 12 %      | 14 %           | n.a.   | n.a.  | 2 %     | 1 %         | 1 %     | n.a.   | 2 %      |
| Gallup          | 11. April 2014   | 24 %      | 24 %      | 19 %      | 13 %      | 13 %           | –      | –     | 1 %     | 2 %         | 2 %     | n.a.   | 2 %      |
| Unique research | 12. April 2014   | 26 %      | 24 %      | 18 %      | 13 %      | 14 %           | –      | –     | n.a.    | n.a.        | n.a.    | n.a.   | 5 %      |
| Gallup          | 27. April 2014   | 23 %      | 24 %      | 20 %      | 13 %      | 13 %           | –      | –     | 1 %     | 1 %         | 2 %     | n.a.   | 3 %      |
| Gallup          | 1. Mai 2014      | 24 %      | 24 %      | 19 %      | 13 %      | 14 %           | –      | –     | 1 %     | 1 %         | 3 %     | n.a.   | 1 %      |
| meinungsraum.at | 5. Mai 2014      | 24 %      | 23 %      | 21 %      | 12 %      | 14 %           | –      | –     | 1,5 %   | 1,5 %       | 1,5 %   | 1,5 %  | –        |
| Unique research | 9. Mai 2014      | 25 %      | 24 %      | 20 %      | 12 %      | 13 %           | –      | –     | 1 %     | 2 %         | 3 %     | 0 %    | –        |
| Gallup          | 10. Mai 2014     | 24 %      | 24 %      | 20 %      | 13 %      | 12 %           | –      | –     | 2 %     | 1 %         | 3 %     | n.a.   | 1 %      |
| OGM             | 11. Mai 2014     | 25 %      | 26 %      | 20 %      | 13 %      | 11 %           | –      | –     | –       | –           | –       | –      | n.a.     |
| Market          | 14. Mai 2014     | 22 %      | 23 %      | 21 %      | 16 %      | 14 %           | n.a.   | n.a.  | 1 %     | 1 %         | 1 %     | n.a.   | n.a.     |
| Hajek           | 15. Mai 2014     | 26 %      | 25 %      | 20 %      | 12 %      | 11 %           | n.a.   | n.a.  | 1 %     | 1 %         | 3 %     | n.a.   | 1 %      |
| Gallup          | 15. Mai 2014     | 22 %−24 % | 23 %−25 % | 20 %−22 % | 12 %−13 % | 12 %- %14 %    | n.a.   | n.a.  | 1 %−2 % | 0,5 %-1,5 % | 2 %−3 % | n.a.   | n.a.     |
| Unique research | 17. Mai 2014     | 26 %      | 25 %      | 20 %      | 13 %      | 10 %           | n.a.   | n.a.  | n.a.    | n.a.        | n.a.    | n.a.   | 6 %      |

## Ergebnis
| Listen                                | Listen                                                | Stimmen   | %    | +/-  | Mandate | +/- |
| ------------------------------------- | ----------------------------------------------------- | --------- | ---- | ---- | ------- | --- |
|                                       | Österreichische Volkspartei (ÖVP)                     | 761.896   | 27,0 | –3,0 | 5       | –1  |
|                                       | Sozialdemokratische Partei Österreichs (SPÖ)          | 680.180   | 24,1 | +0,4 | 5       | ±0  |
|                                       | Freiheitliche Partei Österreichs (FPÖ)                | 556.835   | 19,7 | +7,0 | 4       | +2  |
|                                       | Die Grünen – Die Grüne Alternative (GRÜNE)            | 410.089   | 14,5 | +4,6 | 3       | +1  |
|                                       | NEOS – Das Neue Österreich und Liberales Forum (NEOS) | 229.781   | 8,1  | Neu  | 1       | Neu |
|                                       | EU-Stop (EU-Austrittspartei – NFÖ)                    | 77.897    | 2,8  | Neu  | –       | Neu |
|                                       | Europa anders (KPÖ – Piraten – Wandel)                | 60.451    | 2,1  | Neu  | –       | Neu |
|                                       | Die Reformkonservativen (REKOS)                       | 33.224    | 1,2  | Neu  | –       | Neu |
|                                       | Bündnis Zukunft Österreich (BZÖ)                      | 13.208    | 0,5  | –4,1 | –       | –1  |
| Gesamt                                | Gesamt                                                | 2.823.561 | 100  |      | 18      | –1  |
|                                       |                                                       |           |      |      |         |     |
| Ungültige Stimmen                     | Ungültige Stimmen                                     | 85.936    | 3,0  | +0,9 |         |     |
| Wähler                                | Wähler                                                | 2.909.497 | 45,4 | –0,6 |         |     |
| Wahlberechtigte                       | Wahlberechtigte                                       | 6.410.602 |      |      |         |     |
|                                       |                                                       |           |      |      |         |     |
| Quelle: Bundesministerium für Inneres |                                                       |           |      |      |         |     |

## Fraktionen im Europäischen Parlament
| Partei                         | Partei                                         | Mandate | Fraktion |
| ------------------------------ | ---------------------------------------------- | ------- | -------- |
|                                | Österreichische Volkspartei                    | 5 / 18  | EVP      |
|                                | Sozialdemokratische Partei Österreichs         | 5 / 18  | S&D      |
|                                | Freiheitliche Partei Österreichs 1             | 4 / 18  | NI       |
|                                | Die Grünen – Die Grüne Alternative             | 3 / 18  | G/EFA    |
|                                | NEOS – Das Neue Österreich und Liberales Forum | 1 / 18  | ALDE     |
|                                |                                                |         |          |
| Quelle: Europäisches Parlament |                                                |         |          |

## Ergebnis nach Ländern
| Land                                                | Listen (%) | Listen (%) | Listen (%) | Listen (%) | Listen (%) | Listen (%) | Listen (%)    | Listen (%) | Listen (%) | Gültige Stimmen |
| Land                                                | ÖVP        | SPÖ        | FPÖ        | GRÜNE      | NEOS       | EUSTOP     | Europa anders | REKOS      | BZÖ        | Gültige Stimmen |
| --------------------------------------------------- | ---------- | ---------- | ---------- | ---------- | ---------- | ---------- | ------------- | ---------- | ---------- | --------------- |
| Burgenland                                          | 31,0       | 33,5       | 17,8       | 8,0        | 4,9        | 2,5        | 1,2           | 0,8        | 0,2        | 120.344         |
| Kärnten                                             | 19,9       | 32,8       | 20,2       | 12,5       | 6,6        | 4,1        | 1,4           | 1,1        | 1,4        | 168.366         |
| Niederösterreich                                    | 33,0       | 23,0       | 19,0       | 11,2       | 7,4        | 3,2        | 1,7           | 1,2        | 0,3        | 673.844         |
| Oberösterreich                                      | 28,0       | 24,4       | 20,5       | 13,4       | 7,3        | 2,5        | 2,0           | 1,3        | 0,5        | 512.942         |
| Salzburg                                            | 32,2       | 21,4       | 18,6       | 14,1       | 7,1        | 3,2        | 1,5           | 1,5        | 0,4        | 155.754         |
| Steiermark                                          | 25,3       | 22,8       | 24,2       | 13,1       | 8,7        | 2,3        | 2,1           | 1,0        | 0,5        | 406.115         |
| Tirol                                               | 32,4       | 16,7       | 17,4       | 17,5       | 9,7        | 2,7        | 1,7           | 1,4        | 0,4        | 187.539         |
| Vorarlberg                                          | 28,2       | 10,6       | 17,1       | 23,3       | 14,9       | 1,6        | 1,7           | 2,2        | 0,4        | 104.759         |
| Wien                                                | 16,6       | 27,6       | 18,2       | 20,9       | 9,1        | 2,4        | 4,0           | 0,9        | 0,3        | 493.898         |
| Quelle: Bundesministerium für Inneres (PDF; 1,8 MB) |            |            |            |            |            |            |               |            |            |                 |

## Abgeordnete
- Liste der österreichischen Abgeordneten zum EU-Parlament (2014–2019)
- Liste der Mitglieder des 8. Europäischen Parlamentes